# Jacqueline Roque
Jacqueline Picasso o Jacqueline Roque (París, 24 de febrero de 1927 – Mougins, 15 de octubre de 1986) fue conocida por ser la musa y segunda esposa de Pablo Picasso. El artista realizó 400 retratos de su musa, más que de cualquier otra modelo a lo largo de su vida.

## Biografía
Nacida en 1927 en París, tenía solamente dos años cuando su padre abandonó a la familia. Jacqueline nunca le perdonó. Su madre la crio en una portería estrecha cerca de los Campos Elíseos, trabajando largas horas como costurera. Jacqueline tenía 18 años cuando su madre murió de un derrame cerebral. Se casó con André Hutin, ingeniero, en 1946 con el que tuvo una hija, Catherine Hutin-Blay. La joven familia se trasladó a África donde Hutin trabajaba, aunque cuatro años más tarde regresaron a Francia y Jacqueline se divorció de Hutin. Se asentó en la Costa Azul y comenzó a trabajar en la tienda de su primo, el taller de cerámica Madoura en Vallauris. 

## Picasso
Pablo Picasso conoció a Jacqueline en 1953 en el taller de cerámica cuando ella tenía 26 años y él 72. La enamoró dibujándole una paloma en su casa con tiza y entregándole una rosa cada día hasta que aceptó salir con él seis meses más tarde. En 1955, la primera esposa de Picasso, Olga Khokhlova, murió y se casó con Jacqueline en Vallauris el 2 de marzo de 1961.
La imagen de Jacqueline comenzó a aparecer en la pintura de Picasso a partir de mayo de 1954. Estos retratos son característicos por tener un cuello exagerado y una cara felina, distorsiones del aspecto de Jacqueline. Finalmente, sus ojos y pestañas oscuros, altos pómulos y su perfil clásico se convirtieron en símbolos familiares en sus últimas pinturas. Es muy probable que la serie de pinturas de Picasso derivase de Mujeres de Argel de Eugène Delacroix, el artista declaró que “Delacroix ya había conocido a Jacqueline”. En 1955 dibujó Jacqueline como “Lola de Valencia”, una referencia al cuadro de Édouard Manet de la bailarina española. En 1963 pintó su retrato 160 veces, y continuó pintándola con formas abstractas hasta 1972.

## Vida tras Picasso
Tras la muerte de Picasso en 1973, Françoise Gilot, la pareja de Picasso entre 1943 y 1953 y madre de dos de sus hijos, Claude y Paloma, luchó contra Jacqueline por conseguir la distribución del patrimonio del artista. Gilot y sus hijos habían declarado anteriormente sin éxito que Picasso sufría de una enfermedad mental. Jacqueline advirtió a Claude y Paloma para no asistir al funeral de Picasso. Finalmente, ambos bandos accedieron a establecer el Museo Picasso en París.
Jacqueline Picasso se suicidó de un disparo en 1986 en Mougins cuando tenía 59 años y fue enterrada en los jardines del Castillo de Vauvenargues junto a Picasso. Poco antes de su muerte confirmó que asistiría a una exposición de su colección personal sobre la obra en España de Picasso.